# Gotische Oorlog (535-554)
De Gotische Oorlog (535 – 554) was een meerjarige oorlog tussen de Byzantijnen (Romeinen) en de Ostrogoten die voornamelijk in Italië werd uitgevochten, maar ook in omringende gebieden zoals Dalmatië, Sardinië en Corsica. De oorlog kan in twee periodes verdeeld worden. De eerste (535-540) eindigde met de inname van Ravenna en de vrijwel totale herovering van Italië door de Byzantijnen. De tweede periode ving aan in 541 en duurde tot 553) door een opstand van de Goten onder leiding van Totila. De oorlog einde pas na een bittere en langdurige strijd waarin de Goten uiteindelijk werden verslagen door de Byzantijnse generaal Narses, die ook de Frankische-Alemannische invasie van 554 had teruggeslagen. Enkele steden in het noorden van Italië hielden het echter nog vol tot in de vroege jaren 560.
De oorlog was begonnen met een poging van Justinianus I om Italië te veroveren. Vanwege de langdurigheid van het conflict was Italië tegen het einde verwoest en ontvolkt en was de Byzantijnse schatkist zo goed als leeg. Deze overwinning van de Byzantijnen werd weer grotendeels tenietgedaan toen de Longobarden in 568 Italië binnenvielen.

## Achtergrond

### Ostrogotische heerschappij over Italië
Het West-Romeinse Rijk was in 476 gevallen toen Odoaker Romulus Augustulus van de troon stootte en zichzelf uitriep tot rex Italiae (Koning van Italië). Hoewel hij formeel de heerschappij van de Byzantijnse keizer Zeno erkende, maakten zijn onafhankelijke optreden en toenemende macht de Byzantijnen nerveus. Ondertussen bevonden de Ostrogoten, onder leiding van Theodorik de Grote, zich als foederati in het westen van de Balkan en werden onrustig. Zeno besloot ‘twee vliegen in een klap te slaan’ en zond de Ostrogoten naar Italië om Odoaker af te zetten, officieel als afgevaardigden van de Byzantijnen. Theodorik en de Goten wisten Odoaker te verslaan en Italië kwam onder Gotische heerschappij te staan. In naam stonden het gebied en de bevolking echter onder Byzantijns heerschappij en had Theodorik ‘slechts’ de rol van gouverneur en legeraanvoerder (magister militum). Deze regeling werd zorgvuldig in de gaten gehouden door Theodorik: zo bleef het bestuur in zijn oude vorm bestaan en werd het exclusief door Romeinen geregeld; de wetgeving bleef in handen van de keizer, terwijl het leger onder de Goten viel die hun eigen leiders hadden. De twee bevolkingsgroepen werden ook nog eens gescheiden door een verschil in religie: de Romeinen waren Chalcedonisch, terwijl de Goten ariaans waren. Er bestond echter wel een grote mate van godsdienstvrijheid, dit in tegenstelling tot de gebieden waar de Vandalen en de Visigoten heersten. Dit complexe tweeledige systeem was effectief onder het sterke leiderschap van Theodorik, die wist hoe hij zijn eigen beleid kon voeren zonder van de Romeinse aristocratie te vervreemden, maar in zijn latere jaren verloor het systeem effectiviteit en onder zijn opvolgers zakte het helemaal in elkaar.
Met de troonsbestijging van Justinus I, het einde van het Acaciaans schisma en de terugkeer van de ecclesialogische eenheid met het Oosten, wilde een aantal leden van de Italiaanse Senaat hechtere banden met Constantinopel om de macht van de Goten in te perken. Het afzetten en executeren van de magister officiorum Boëthius en zijn schoonvader in 524 was een teken van het langzaam maar zeker vervreemden van de twee bevolkingsgroepen onder het Gotische regime. Athalarik volgde zijn grootvader Theodorik op na diens dood in augustus 526. Aangezien hij nog maar een kind was ten tijde van zijn troonsbestijging lag de werkelijke macht in de handen van zijn moeder, Amalasuntha. Zij had een Romeinse opleiding gevolgd en probeerde de betrekkingen met de Senaat en de Byzantijnen te verbeteren. Dit beleid en haar pogingen om Athalarik op een Romeinse manier te onderwijzen, stelden de Goten ontevreden en ze probeerden haar om te brengen. Nadat ze hierachter was gekomen liet ze de drie hoofdsamenzweerders executeren, terwijl ze tegelijkertijd een brief schreef aan de nieuwe keizer, Justinianus I, waarin ze vroeg om bescherming mocht ze genoodzaakt zijn Italië te ontvluchten. Amalasuntha bleef echter in Italië, zelfs na de dood van haar zoon in 534. Ze zocht hulp bij haar neef Theodahad aan wie ze het koningschap schonk. Een fatale zet, Theodahad maakte al snel zijn werkelijke bedoelingen duidelijk en samen met de familie van de drie geëxecuteerden liet hij haar arresteren en vermoordde haar aanhangers. Amalasuntha werd opgesloten en gedwongen een brief te schrijven naar Justinianus dat ze goed werd verzorgd. In een reactie hierop maakte Justinianus duidelijk dat zij zijn bescherming had en dat hij bereid was haar te hulp te schieten. Amalasuntha werd in 535 echter vermoord - gewurgd, zoals werd verteld, in bad - door de familieleden van de samenzweerders die ze had laten executeren. Theodahad ontkende enige betrokkenheid.

### Justinianus' voorbereiding

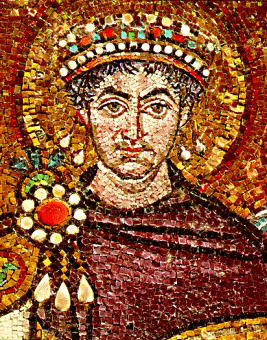
Mozaïekafbeelding van Justinianus in de Basiliek van San Vitale, Ravenna.

In 533 had Justinianus al gebruikgemaakt van een opvolgingskwestie bij de Vandalen om zijn Byzantijnse Rijk uit te breiden. Hij zond zijn meest getalenteerde generaal, Belisarius, naar Noord-Afrika die de Vandaalse oorlog verrassend gemakkelijk wist te winnen. Dit snelle succes moet Justinianus zeker moed hebben gegeven in zijn ambitie om de rest van de verloren westelijke provincies te heroveren. Gedurende deze oorlog had Amalasuntha de Byzantijnse vloot toestemming gegeven om de havens op Sicilië te gebruiken als uitvalsbasis. Via zijn vertegenwoordigers had Justinianus vergeefs geprobeerd Amalasuntha's leven te redden. Haar dood gaf hem in ieder geval een perfect excuus voor oorlog. Zoals Procopius schreef:

Zo snel als hij van de moord op Amalasuntha had gehoord, in het negende jaar van zijn heerschappij, zette hij zijn zinnen op oorlog.
— Procopius, 545

Theodahad zond gezanten naar Constantinopel in de hoop de vrede te kunnen bewaren. Justinianus stelde als eis dat Theodahad zou aftreden, anders zou het tot een oorlog komen. Ondertussen waren de voorbereidingen voor de oorlog al in volle gang. Justinianus ging echter heel anders te werk dan bij de voorbereidingen tegen de Vandalen. Hij liet toen de hele wereld weten dat hij van plan was om Africa weer in zijn macht te krijgen. De invasie van Italië werd echter in het diepste geheim gepland, waarschijnlijk wachtte Justinianus de gebeurtenissen aldaar af en dat Theodahad, die militair slecht opgewassen was tegen de Byzantijnen, bij de eerste nederlagen alle eisen tegemoet zou komen. Justinianus zorgde er ook voor dat de neutraliteit van de Franken werd gewaarborgd door middel van geschenken van goud. De strategie die zou worden gevolgd was om eerst Dalmatia en Sicilië in te nemen. Dalmatia was goed bereikbaar over land en Sicilië was makkelijk via zee aan te vallen. Vanuit hier zou de werkelijke invasie van Italië plaatsvinden.

## Belisarius verplettert de Goten, 535-540

### Val van Sicilië en Dalmatië

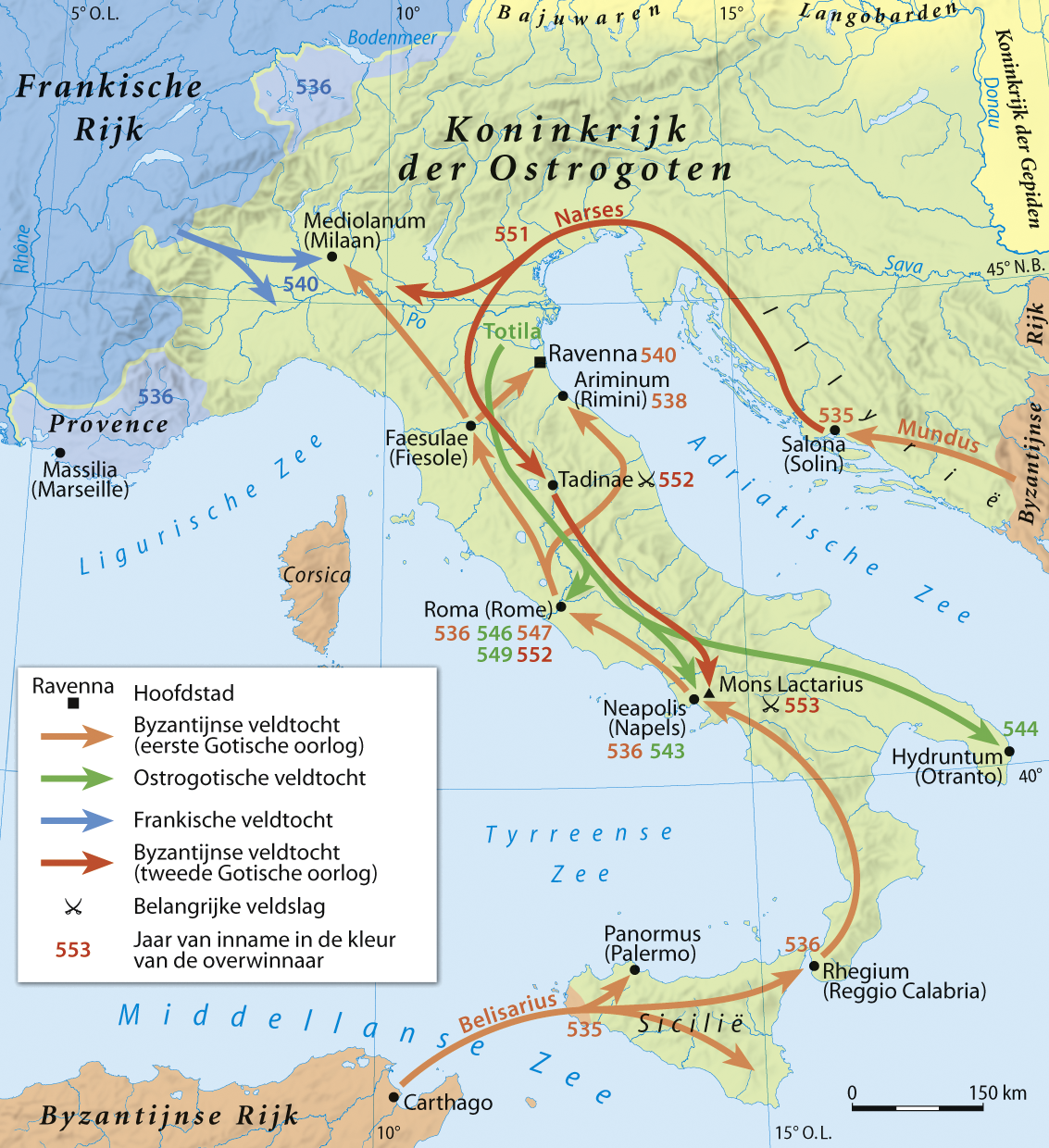
Veldtochten gedurende de Gotische oorlog

Belisarius werd aangesteld als legercommandant voor de expeditie tegen Italië met 8000 man. De troepenmacht die Belisarius tot zijn beschikking kreeg was zeer gering vergeleken met de troepenmacht die hij tegen de Vandalen had gehad, hoewel die een veel zwakkere tegenstander waren geweest dan de Ostrogoten waartegen hij het nu moest opnemen. Belisarius vertrok richting Sicilië, maar het doel van de missie werd lange tijd geheimgehouden. De officiële bestemming was Carthago; Belisarius landde op Sicilië om te kijken of het eiland makkelijk in te nemen zou zijn. Als het aannemelijk was dat hij op hevig verzet zou stuiten, moest hij doorvaren naar het Romeinse Africa (het huidige noorden van Tunesië en Lybië, waar Carthago lag) en dat deed hij ook. Mundus, de magister militum per Illyricum, had ondertussen de opdracht gekregen om de Gotische provincie Dalmatia te bezetten.
Vanuit Carthago voer Belisarius terug naar Sicilië, dat strategisch gelegen was tussen Africa en Ostrogotisch Italië, waarvan de bevolking de Byzantijnen steunde. Belisarius ging bij Catania aan land en na deze stad bezet te hebben nam hij zonder tegenstand ook Syracuse in. Het eiland werd, tot de verbazing van Belisarius zelf, snel veroverd. Panormus (het huidige Palermo) was de enige stad die echt weerstand bood. Panormus had goede versterkingen en het Gotische garnizoen, dat waarschijnlijk groter was dan in andere steden, weigerde zich over te geven. Na een aanval vanuit de onverdedigde haven gaven de Ostrogoten zich al vrij snel over. De complete verovering van het eiland was aan het eind van december een feit. Van daaruit bereidde Belisarius zich voor om Italië in te trekken.
Theodohad, geschrokken van de Byzantijnse successen, stuurde gezanten naar Justinianus om een vredesverdrag te tekenen. Hierin zou Theodohad de overmacht van Justinianus erkennen en Sicilië afstaan aan de Byzantijnen. Bang dat zijn voorstel zou worden afgewezen, besloot Theodohad zelfs dat wanneer het eerste voorstel inderdaad zou worden afgewezen hij heel Italië zou afstaan. Het eerste voorstel werd inderdaad afgewezen, maar het tweede voorstel stelde Justinianus tevreden en hij ging akkoord.
Ondertussen hadden de Byzantijnen in Dalmatië wisselend succes. Mundus wist Dalmatië snel te bezetten en had de hoofdstad Salona ingenomen, maar een groot Gotisch leger was eropuit gestuurd om de provincie te heroveren; Mauricius, de zoon van Mundus, stierf bij een schermutseling. Woedend over het verlies van zijn zoon, trok Mundus op tegen het Gotische leger dat hij een zware nederlaag wist toe te brengen. In de haastige achtervolging raakte Mundus echter zelf dodelijk gewond. Zijn dood was een ernstige slag voor Byzantium, aangezien er geen geschikte kandidaten waren om hem te vervangen, met als gevolg dat het Byzantijnse leger zich terugtrok en heel Dalmatië, met Salona als uitzondering, achterliet voor de Goten. De Goten hadden echter ook hun aanvoerder verloren en lieten Salona, met zijn pro-Byzantijnse bevolking, voor wat het was.
Dit was allemaal in maart 536 gebeurd en toen Theodahad van dit succes hoorde, werd hij overmoedig en weigerde hij nog langer zijn tweede voorstel te tekenen. De Gotische adel steunde hem in de afwijzing en hij liet zelfs de gezanten van Justinianus opsluiten. Alle mogelijkheden op een vreedzame afloop waren nu van de baan. Justinianus zond een nieuwe magister militum per Illyricum, Constantianus, naar Dalmatië en beval Belisarius om Italië in te trekken. Constantianus behaalde zijn doel snel en de Gotische generaal Gripas liet Salona achter, dat hij nog maar kort geleden had ingenomen, vanwege de slechte staat van de fortificaties en de pro-Byzantijnse houding van de bevolking. Constantianus bezette de stad en herbouwde de stadsmuren. Zeven dagen later verliet het Gotische leger Dalmatië richting Italië zodat tegen het eind van juni 536 Dalmatië weer in Byzantijnse handen was.

### Het beleg van Napels en de troonsbestijging van Witigis
Terwijl dat Belisarius al voorbereidingen aan het treffen was om Italië binnen te trekken, werd hij terug naar Africa geroepen om een muiterij neer te slaan. Nadat dit was gebeurd vertrok hij aan het einde van het voorjaar van 536 met zijn leger Italië binnen, waar hij Rhegium innam. Belisarius trok via de kust, ondersteund door de vloot, zonder problemen naar Napels. Hij sloeg zijn kamp op voor de stad waar hij een afgevaardigde van de bevolking ontving. Deze afgevaardigde probeerde Belisarius ervan te overtuigen dat Napels niet belangrijk was en dat hij naar Rome moest gaan. Belisarius was bereid de stad met rust te laten onder de voorwaarde dat het Gotische garnizoen de stad verliet. De afgevaardigde kon de bevolking niet overtuigen omdat ze niet geloofden dat Belisarius zijn beloftes zou nakomen. Ze bleven de Ostrogoten steunen. Belisarius besloot hierop de stad te belegeren.
Het bleek echter moeilijk om de stad in te nemen. Belisarius was al van plan om de belegering op te heffen en richting Rome te trekken toen er een tunnel bij een aquaduct werd ontdekt. Aangezien de opening te klein was voor een man in harnas werd de tunnel vergroot. Belisarius gaf de inwoners nog een laatste kans om zich over te geven om bloedvergieten en plunderingen te voorkomen, maar de bevolking meende dat het een list was. Zeshonderd man kropen die nacht via de tunnel de stad binnen waar ze de wachters vermoordden. De rest van het leger kon nu ongehinderd de stad binnentrekken en wat Belisarius voorzien had, gebeurde ook: de stad werd geplunderd en de bevolking afgeslacht. Vooral de Hunnen deden hun reputatie eer aan en moordden en plunderden er stevig op los. De generaal wist uiteindelijk het plunderen en moorden te stoppen en de achthonderd Goten die gevangen waren genomen werden goed behandeld.
De bevolking van Napels had verwacht dat Theodahad een leger zou sturen om het beleg van Napels op te heffen. Maar Theodahad ondernam helemaal niets om zijn koninkrijk te verdedigen. Na de val van Napels werd hij afgezet en werd er gezocht naar een leider met militaire kwaliteiten. In de koninklijke familie was geen geschikte kandidaat dus werd Witiges gekozen vanwege zijn reputatie die hij met campagnes tegen de Gepiden had verdiend. In november 536 werd Witiges tot koning uitgeroepen. Theodahad vluchtte toen uit Rome naar Ravenna. Witiges besloot dat zijn voorganger moest sterven en liet hem achtervolgen door ene Optaris die Theodahad uiteindelijk afslachtte.

### Eerste beleg van Rome
Witiges had te maken met twee dreigingen: de gestage opmars van Belisarius vanuit het zuiden en de vijandige Franken in het noorden. Het grootste gedeelte van het Gotische leger was gelegerd in de noordelijke grensprovincies Provence en Veneto. Witiges besloot om eerst met de Franken af te rekenen om daarna het hele leger tegen Belisarius in te zetten. Witiges vertrok hierna naar Ravenna en liet een garnizoen van 4000 man achter in Rome onder leiding van Leuderis. Hij liet de paus, Silverius, zweren hem te steunen en nam enkele senatoren mee als gijzelaars. In Ravenna trouwde de koning, tegen haar wil, met de dochter van Amalasuntha, Mathesuntha, om zo een plaats in de dynastie van Theodorik te verkrijgen. Hij startte onderhandelingen met de Franken en bood hen de Ostrogotische gebieden in Gallië en 2000 pond goud als ze hem zouden steunen. De Franken, die eigenlijk hun medewerking al aan Justinianus hadden verleend, besloten met het voorstel in te stemmen. De Franken, die niet openlijk met Justinianus wilde breken, stuurden hulptroepen onder de naam van schatplichtige volkeren.
Een laatste poging om vrede te krijgen werd ondernomen. Aangezien Theodahad was gestraft voor de moord op Amalasuntha en Matasuntha nu op de troon zat, leek het aannemelijk dat het einde van de oorlog dichtbij was. De reactie van Justinianus is helaas verloren gegaan, maar het is aannemelijk dat hij wederom de keuze voorlegde tussen totale ondergeschiktheid of oorlog. Belisarius had in de tussentijd Napels verlaten en marcheerde naar het noorden. Met de gebeurtenissen van Napels in het achterhoofd, besloot Paus Silverius zijn belofte met Witiges te breken door Belisarius uit te nodigen de stad in te komen. Langs de Via Latina trok Belisarius op 9 december 536 Rome binnen, nog dezelfde dag verliet het Gotische garnizoen de stad.
Al snel werd het voor de bevolking duidelijk dat Belisarius niet van plan was de stad weer te verlaten. Met zijn kleine troepenmacht wilde Belisarius een open veldslag niet riskeren en hij begon met het opknappen van de fortificaties van de stad. Tegelijkertijd legde hij voorraden graan aan vanuit Sicilië. Omdat hij niet verwachtte dat er een groot leger de stad zou gaan belegeren zond hij troepen uit naar noordelijker gelegen vestingen. Witiges had in de tussentijd Salona via land en zee belegerd, maar hij wist de stad niet in te nemen, tevens faalde hij bij de belegering van Perugia. De Goten kregen echter weer hoop toen ze te horen kregen over het kleine garnizoen dat zich in Rome bevond. Witiges zette al zijn middelen in om Rome te heroveren en volgens sommige bronnen marcheerde hij met een leger van 150.000 man naar Rome. Dit is waarschijnlijk overdreven, maar dat het leger vele malen groter was dan de 5000 Byzantijnen die zich in Rome bevonden is zeker. Belisarius liet snel zijn troepen vanuit het noorden terugtrekken om Rome te helpen verdedigen.

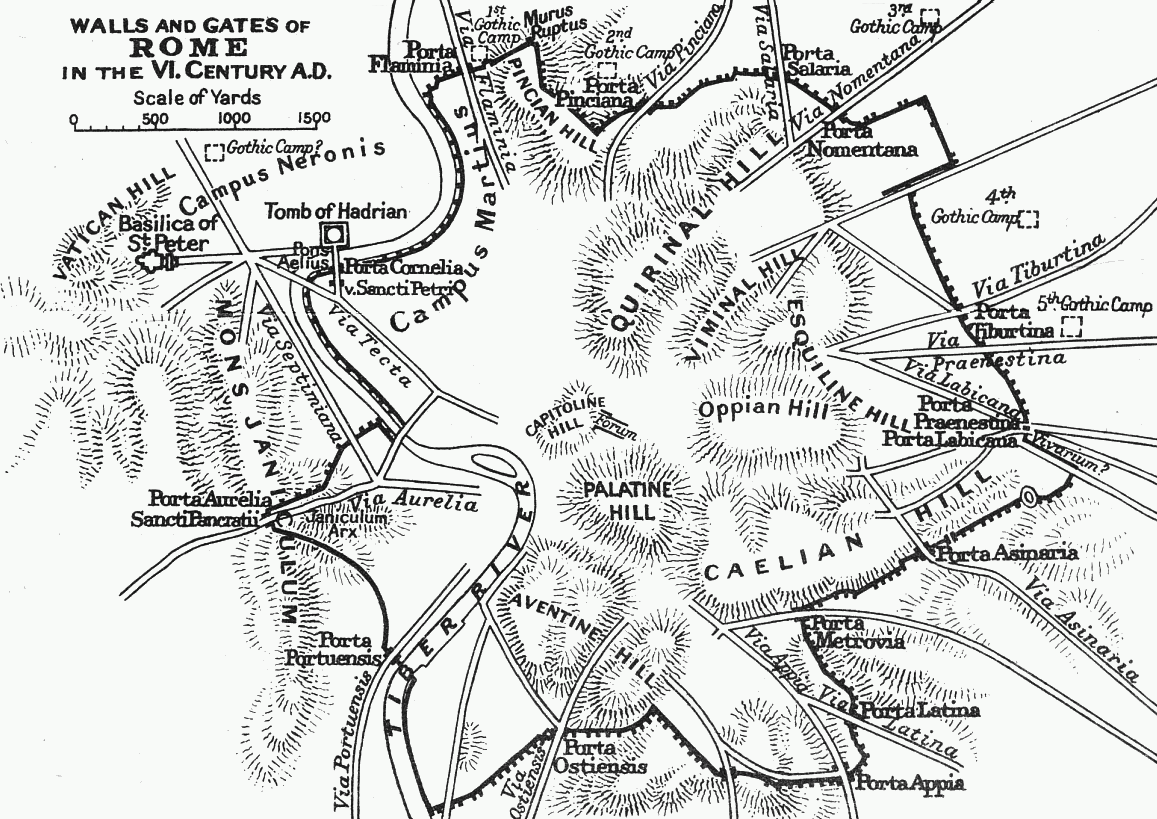
De Aureliaanse Muur in de zesde eeuw, de Gotische kampen zijn aangegeven op de kaart.

Witiges vervolgde zijn weg via de Via Salaria en kwam aan bij de Anio waar Belisarius een fort had gebouwd om tijd te winnen zodat extra voorraden aangelegd konden worden. Het garnizoen trok zich echter al snel terug toen ze het Gotische leger zagen, de Goten bezetten daarna al snel de brug. Belisarius, die nog van niets wist, trok de volgende dag richting het fort en kwam erachter dat de Goten de rivier al waren overgestoken. Een gevecht barstte los waar Belisarius persoonlijk risico liep, maar hij kwam er goed vanaf. Aan beide kanten waren er grote verliezen geleden, maar uiteindelijk moesten de Byzantijnen zich terugtrekken. De volgende dag begon de belegering van Rome. Die zou één jaar en negen dagen duren, van maart 537 tot maart 538, veel langer dan beide kampen hadden verwacht.
De Goten begonnen met het slopen van de aquaducten. Dit zorgde voor wat kleine problemen, maar had geen effect op het verdere verloop van het beleg. De Romeinen hadden het moeilijk de eerste dagen van het beleg en de situatie leek niet snel te verbeteren. Toen Witiges van de ontevredenheid van de bevolking hoorde, stuurden hij gezanten naar Belisarius met het voorstel dat wanneer hij zich zou overgeven alle Byzantijnen de stad veilig konden verlaten. Belisarius antwoordde hierop:

Ik beloof je, de tijd zal komen dat jij blij zult zijn als je je hoofd onder een doornstruik kunt verbergen, maar het toch niet lukt. Rome behoort ons vanuit vroeger toe. Jij hebt er geen recht op. Het is onmogelijk voor Belisarius om het over te geven, terwijl hij leeft.
— Belisarius, 537

Al snel volgde er een grote aanval op de muren, maar de Goten werden overal teruggedreven. Belisarius, hoewel vol vertrouwen, wist dat hij in een benarde situatie zat en dat hij het niet zou kunnen winnen als er geen versterking kwam. Hij schreef daarom een brief naar Justinianus waarin hij in duidelijke taal vroeg om versterking. Justinianus had in december al versterkingen gestuurd onder leiding van Valerianus en Martinus, maar die overwinterden in Griekenland. Toen hij de brief ontving, beval hij Valerianus en Martinus om meteen naar Italië te vertrekken en begon hij een nieuw leger te vormen. De dag na de aanval zond Belisarius alle vrouwen, kinderen en slaven die niet van nut voor de verdediging waren de stad uit. Hun vertrek werd niet door de Goten verhinderd. De ambachtslieden en handelaren voor wie hun normale werk niet meer mogelijk was, werden in het garnizoen opgenomen en kregen soldij voor hun diensten.
Witiges was woest vanwege het falen van de aanval en liet de senatoren executeren die hij als gijzelaars mee naar Ravenna had genomen. Tegelijkertijd bezette hij Portus aan de monding van de Tiber. Dit leverde problemen op voor de belegerden, aangezien Portus de haven van Rome was en hierdoor de bevoorrading van de stad werd bemoeilijkt. Drie weken later (april 537) arriveerden Martinus en Valerianus met een troepenmacht van 1600 man, voornamelijk Slaven en Hunnen, en wisten Rome binnen te komen. Tegen het einde van juni begonnen de belegerden de gevolgen van honger en ziekte te merken. De bevolking vroeg Belisarius om een open gevecht te riskeren, maar hij weigerde omdat, afgaande op een gerucht, hij versterkingen verwachtte. In november 537 kwam deze versterking van bijna 5000 man, onder leiding van Johannes, een van de moedigste en kundigste van Belisarius' officieren.
De Ostrogoten hadden ook met problemen als honger en ziektes te maken, waardoor zij langzaam in aantal afnamen. Het nieuws van de extra Byzantijnse troepen en het mislukken van het onderscheppen van voedselbevoorrading naar Rome brachten Witiges ertoe om gezanten naar Belisarius te sturen. Aangezien Belisarius zelf niet de macht had om in te gaan op de voorstellen werd er een staakt-het-vuren afgesproken voor drie maanden en werden onderling gevangenen uitgewisseld. En hoewel Rome zich langzaam iets kon herstellen hadden de Goten nog steeds last van voedseltekorten. Dit werd vooral door de Byzantijnse vloot veroorzaakt die de voedselimporten voor Italië tegenhielden. Door deze voedseltekorten trok Witiges enkele garnizoenen terug waarna de Byzantijnen deze dorpen snel gingen bezetten waarop de Goten concludeerden dat de Byzantijnen de wapenstilstand hadden geschonden.
Al spoedig probeerden de Goten Rome binnen te komen via de Aqua Virgo. Johannes werd naar Picenum gestuurd waar hij de oom van de koning, Ulitheus, tegen het lijf liep, maar die hij wist te overwinnen. Daarna trok Johannes op tegen Auximum (Osimo), toen hij zag dat het moeilijk in te nemen zou zijn trok hij verder in de richting van Urbinum. Ook deze liet hij om dezelfde reden links liggen en ging verder naar Ariminum, het huidige Rimini. Door twee vestingen in zijn achterhoede te negeren ging hij in tegen de bevelen van Belisarius, maar Johannes voorzag door Ariminum in te nemen, op slechts één dag marcheren van Ravenna, dat Witiges het beleg van Rome wel moest opbreken. Ariminum werd zonder tegenstand ingenomen. Nadat Witiges het nieuws hoorde, brak hij inderdaad zijn kamp op en vertrok zo snel hij kon naar het noorden. Belisarius maakte van de gelegenheid gebruik en achtervolgde de Goten. Hij wist ze aanzienlijke verliezen toe te brengen, niet alleen door gevechten maar ook doordat een aanzienlijk deel in de Tiber verdronk. En zo was het beleg van Rome in maart 538 voorbij.

### Beleg van Ariminum en de komst van Narses
Terwijl Witiges naar het noordoosten trok, versterkte hij enkele garnizoenen van steden en forten op zijn weg om zijn achterkant te verdedigen, waarna hij verder trok richting Ariminum. De Byzantijnse troepenmacht aldaar van 2000 cavaleristen bestond uit Belisarius beste troepen en hij besloot ze te vervangen met een garnizoen infanteristen, zodat ze aan zijn zijde konden vechten. Hun bevelhebber weigerde de orders op te volgen en bleef in Ariminum. Dat dit een grote fout was, werd al snel duidelijk toen de Goten arriveerden. Hoewel de eerste aanval werd afgeslagen, begonnen ze een beleg te slaan voor de stad die toch al weinig voorraden had. Tegelijkertijd marcheerde een ander Gotisch leger naar Ancona. Hoewel ze de Byzantijnen versloegen in een veldslag konden ze de stad niet innemen. Ondertussen was Narses met een nieuwe troepenmacht van 2000 Herulen foederati aangekomen in Picenum. Belisarius trok richting Narses en toen de twee generaals in een spoedberaad bij elkaar kwamen, bleek dat ze allebei verschillende ideeën hadden. Narses wilde zo snel mogelijk het beleg van Ariminum breken, terwijl Belisarius een voorzichtere aanpak wilde. Toen een brief uit Ariminum hen bereikte, waarin de slechte toestand werd beschreven, werd besloten om per direct naar Ariminum te trekken. Belisarius verdeelde zijn leger in drie delen, een zeemacht onder de leiding van luitenant Ildiger, een andere onder de even kundige Martinus die vanuit het zuiden zou arriveren en de hoofdtroepenmacht onder zijn eigen commando en dat van Narses, die vanuit het noordwesten moest komen. Witiges kwam echter achter het plan en om omsingeling door de superieure Byzantijnse troepenmacht te voorkomen verliet hij Ravenna.

### Twist tussen Belisarius en Narses
De overwinning bij Ariminum, zonder enig bloedvergieten, versterkte de positie van Narses ten opzichte van Belisarius, waardoor veel Byzantijnse generaals trouw aan hem zwoeren. In het beraad dat volgde op de inname van Ariminum kwamen de meningsverschillen duidelijk naar voren. Terwijl Belisarius het Gotische garnizoen in Auximum (het huidige Osimo) wilde verzwakken en het beleg van Mediolanum (Milaan, zie hieronder) wilde afslaan, wilde Narses een campagne in Aemilia beginnen. Belisarius besloot het niet tot een definitieve breuk te laten komen en trok samen met Narses richting Urbinum. De twee legers sloegen elk hun eigen kamp op en Narses besloot al snel het kamp op te breken en naar Ariminum terug te keren omdat hij ervan overtuigd was dat de stad niet in te nemen was. Hij stuurde manschappen naar Aemilia dat snel werd ingenomen. Desalniettemin, geholpen door het opdrogen van de waterbron in Urbinum, wist Belisarius de stad in te nemen. Het Byzantijnse leger volgde nu twee verschillende leiders wat resulteerde in mislukken van het ontzetten van Mediolanum.

### Beleg en plundering van Mediolanum
In april 538 zond Belisarius, aangespoord door afgevaardigden uit Mediolanum, toentertijd de grootste en welvarendste stad in Italië na Rome, een troepenmacht van 1000 man naar de stad, onder leiding van Mundilas. De troepenmacht slaagde erin om de stad en het grootste gedeelte van Ligurië, met uitzondering van Ticinum (Pavia), met gemak te veroveren. Witiges riep echter de hulp in van de Franken en een leger van 10.000 Bourgondiërs stak de Alpen over en zette samen met de Goten onder leiding van Uraias een beleg op voor de stad, die slecht bevoorraad was en onderbezet, aangezien de al kleine Byzantijnse troepenmacht was verdeeld over nabijgelegen steden en forten. Belisarius zond een troepenmacht om de stad te ontzetten, maar de aanvoerders hielpen de belegerden echter niet. In plaats daarvan vroegen ze om extra versterking van Johannes en de magister militum per Illyricum Justinus, die in de nabijgelegen provincie Aemilia actief was. Op dit punt verslechterde de verdeeldheid in het Byzantijnse leger de situatie, aangezien Johannes en Justinus weigerden zonder orders van Narses te vertrekken, en zelfs toen dit gebeurde werd Johannes ziek en werden de voorbereidingen opgeschort. Deze vertragingen waren fataal voor de belegerde stad, die na maanden van belegering begon te verhongeren. De Goten boden Mundilas de garantie dat ze de soldaten zouden sparen wanneer ze de stad op zouden geven, maar aangezien er geen garanties werden gegeven voor de inwoners, sloeg hij het aanbod af totdat aan het einde van maart 539 zijn verhongerende soldaten hem dwongen het aanbod te accepteren. Het Byzantijnse garnizoen werd inderdaad gespaard, maar de inwoners van de stad werden afgeslacht en de stad compleet verwoest.

### Frankische invasie van Noord-Italië en de val van Auximum en Faesulae
In de nasleep van dit drama werd Narses teruggeroepen en werd Belisarius herbenoemd als opperbevelhebber en kreeg hij absolute bevoegdheid in Italië. In de tussen tijd zond Witiges gezanten naar de Sassaniden in de hoop Khusro I te overtuigen de aanval in te zetten tegen de Byzantijnen. Dit zou Justinianus dwingen om het merendeel van zijn troepenmacht, inclusief Belisarius, naar het oosten te brengen waardoor de Goten konden herstellen. De oorlog kwam er inderdaad, maar te laat voor Witiges. Belisarius probeerde de oorlog te beëindigden door Ravenna in te nemen. Hiervoor moest hij echter eerst twee Gotische bolwerken, Auximum en Faesulae (Fiesole), innemen. Terwijl Martinus en Johannes het Gotische leger verhinderde de Po over te steken en Justinus Faesulae belegerde, begon Belisarius zelf het beleg van Auximum. Een groot Frankisch leger onder leiding van koning Theudebert I stak tegelijkertijd de Alpen over en kwam de Goten en Byzantijnen tegen die aan beide zijden van de Po waren gelegerd. De Goten, in de veronderstelling dat ze hulp van de Franken kregen, werden snel verslagen en de even verbaasde Byzantijnen werden ook verslagen en trokken zich terug naar het zuiden, Toscane in. De Frankische invasie, die de loop van de oorlog had kunnen veranderen, werd getroffen door een uitbraak van dysenterie die veel slachtoffers eiste, waardoor de Franken zich terug moesten trekken. Belisarius richtte zich op het innemen van de twee belegerde steden, wat uiteindelijk werd bereikt toen de garnizoenen zich overgaven door uithongering in oktober en november 539.

### Inname van Ravenna en vertrek van Belisarius
Na deze successen was het gevaar om in de rug aangevallen te worden geweken en met extra versterkingen vanuit Dalmatië trok Belisarius naar Ravenna. Verschillende groepen werden ten noorden van de Po gelegerd en de Byzantijnse vloot beheerste de Adriatische Zee, zodat de stad niet bevoorraad kon worden. In de belegerde Gotische hoofdstad ontving Witiges een Frankische gezant die een alliantie voorstelde, maar na de gebeurtenissen van de zomer daarvoor kon Witiges de Franken niet meer vertrouwen. Snel daarna kwam er een gezant vanuit Constantinopel die verrassend milde eisen oplegde. Justinianus wilde zo snel mogelijk de oorlog beëindigen, zodat hij zich kon concentreren op de Perzen. De keizer stelde een verdeling van Italië voor: de gebieden ten zuiden van de Po zouden Byzantijns worden, de gebieden ten noorden van deze rivier zouden Gotisch blijven. De Goten waren bereid deze eis te accepteren, maar Belisarius, die het verdrag zag als verraad voor alles dat hij had geprobeerd te bereiken, weigerde te tekenen hoewel zijn generaals het niet met hem eens waren. De gedemoraliseerde Goten deden nog een laatste poging. Ze boden Belisarius, die ze zeer respecteerden, aan om hem tot West-Romeinse keizer te kronen. Belisarius had hier echter geen behoefte aan, maar zag dat hij van de situatie kon profiteren en veinsde acceptatie. Zodoende trok Belisarius in mei 540 met zijn leger Ravenna binnen. De stad werd gespaard en de Goten goed behandeld en ze mochten al hun bezitting houden. In de nasleep van de val van Ravenna, gaven enkele Gotische garnizoenen ten noorden van de Po zich over. Enkele steden bleven echter in Gotische handen, waaronder Ticinum, waar Uraias gelegerd was en Verona, dat door Ildibad werd beschermd. Belisarius vertrok al snel naar Constantinopel waar hem de eer op een triomftocht werd ontnomen. Witiges werd tot patriciër benoemd en werd met een goed pensioen weggestuurd, terwijl de gevangen Goten als versterking naar het oosten werden gezonden.

### De heerschappij van Ildibad en Erarik
Belisarius liet bij zijn vertrek Italië voor het grootste gedeelte in Byzantijnse handen achter, maar ten noorden van de Po bleven Ticinum en Verona onbezet. Nadat de vertrouwensbreuk van Belisarius duidelijk werd, kozen de Goten, op aanraden van Uraias, Ildibad als nieuwe koning. Justinianus liet na een nieuwe opperbevelhebber aan te wijzen na het vertrek ven Belisarius. Terwijl de Byzantijnse legers en hun aanvoerders de discipline verwaarloosden en aan het plunderen sloegen, en het nieuwe Byzantijnse bestuursapparaat zich zeer onpopulair maakten door hoge belastingen, wist Ildibad de controle over Veneto en Ligurië te herstellen. Ildibad wist de Byzantijnse generaal Vitalius beslissend te verslaan bij Treviso, maar nadat hij Uraias had laten vermoorden vanwege een ruzie tussen hun vrouwen, werd hij als vergelding zelf vermoord in mei 541. Op dat moment riepen de Rugiërs, overblijfselen van Odoakers leger die in Italië waren gebleven en aan de zijde van de Goten meevochten, een van henzelf uit als koning, Erarik. De Goten stemden verrassend genoeg met de keuze in. Erarik haalde de Goten echter over om met Justinianus te onderhandelen, terwijl hij eigenlijk van plan was om het rijk over te dragen aan de Byzantijnen. De Goten lieten zijn inactiviteit voor wat het was en wendden zich tot Ildibads neef, Totila, en boden hem de troon aan. Ironisch genoeg was Totila al begonnen met onderhandelingen met de Byzantijnen, maar toen hij werd gevraagd voor het koningschap brak hij ze af. Zodoende was in de herfst van 541 Erarik vermoord en Totila uitgeroepen tot koning.

## Heropleving van de Goten onder Totila, 541-551

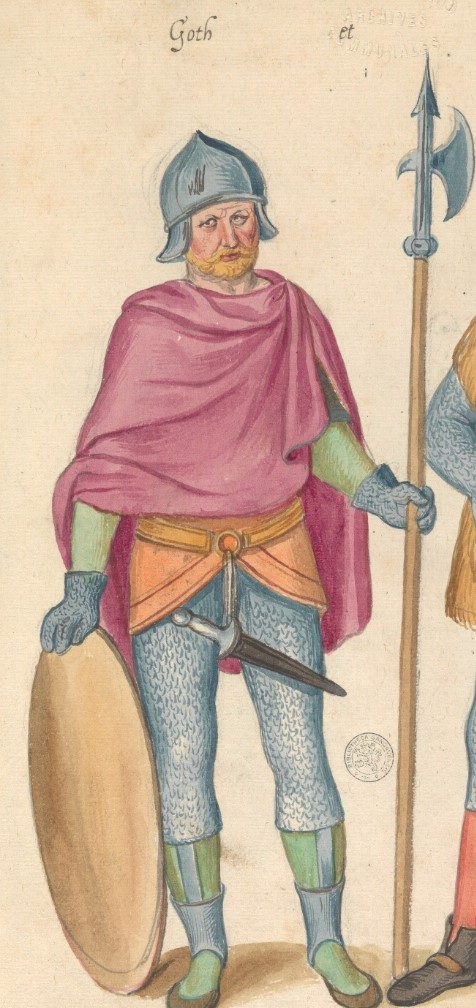
Zestiende-eeuwse perceptie van de Goten, geïllustreerd in het kostuumboek "Théâtre de tous les peuples et nations de la terre avec leurs habits et ornemens divers, tant anciens que modernes, diligemment depeints au naturel". Gemaakt door Lucas d'Heere in de 2e helft van de 16e eeuw. Bewaard in de Universiteitsbibliotheek Gent.

### Gotisch succes
Totila's streven om het Gotische Rijk te herstellen werd door drie ontwikkelingen in de kaart gespeeld: de uitbraak van de Pest van Justinianus in 542, die het Byzantijnse Rijk verwoestte en ontvolkte, het begin van de Lazische Oorlog tussen de Byzantijnen en Sassaniden en de incompetentie en verdeeldheid bij de verschillende Byzantijnse generaals. Na veel aandringen van Justinianus voegden Constantianus en Alexander hun troepen samen en rukten ze op richting Verona. Dankzij verraad wisten ze de poort in de stadsmuur in te nemen, maar ze liepen zoveel vertraging op door te ruziën over de verwachte buit dat de Goten de poort wisten te heroveren, waardoor de Byzantijnen zich moesten terugtrekken. Totila stuitte op hun kamp vlak bij Faventia (Faenza) en met slechts 5000 manschappen wist hij de Byzantijnen in de slag bij Faventia af te slachten. Totila trok daarna Toscane in waar hij Florence belegerde. Drie Byzantijnse generaals, Johannes, Bessas en Cyprianus probeerden de stad te ontzetten, maar in de slag bij Mucellium werden ze, hoewel in de meerderheid, verslagen en uiteengedreven.

### Expeditie naar Zuid-Italië en val van Napels
In plaats van in Centraal-Italië te blijven, waar zijn troepen ver in de minderheid waren en zelfs een enkele nederlaag desastreus kon zijn, besloot Totila naar het zuiden te trekken waar maar weinige Byzantijnse garnizoenen waren, die tevens niet al te groot waren. Hij liet Rome links liggen en zeer snel had hij heel Zuid-Italië in handen. Deze campagne laat duidelijk Totila’s strategie zien: snel oprukken om het platteland in te nemen, waardoor de Byzantijnen nog slechts enkele geïsoleerde vestingen beheersten, waarvan veel aan de kust, die later veroverd zouden kunnen worden. Wanneer een vesting werd ingenomen werden de muren neergehaald zodat die geen militaire rol meer kon vervullen. Verder behandelde Totila zijn gevangenen goed zodat het verleidelijker werd om je over te geven dan tot het einde door te vechten en probeerde hij de Italiaanse bevolking voor zich te winnen. Tegelijkertijd zorgden Totila’s veroveringen ervoor dat de Byzantijnse belastingen naar Totila stroomden waardoor het steeds moeilijker werd de Byzantijnse soldaten te betalen.
Totila rukte op naar Napels, dat door generaal Cononus en een garnizoen van 1000 man werd bezet. Een grote hulpactie werd door de nieuwe magister militum Demetrius op touw gezet vanuit Sicilië, maar werd onderschept en vrijwel geheel verwoest door Gotische oorlogsschepen. Tevens een tweede poging mislukten doordat de vloot door sterke winden naar het strand werden gedreven waar ze werden aangevallen door de Goten. Bewust van de hachelijke situatie waar de stad zich in bevond, bood Totila het garnizoen een veilige aftocht aan als ze zich overgaven. Cononus, gedwongen door hongersnood, accepteerde het aanbod en in eind maart of het begin van april 543 gaf Napels zich over.

### Belisarius keert terug naar Italië
Gebruikmakend van een vijfjarig bestand in het oosten werd Belisarius in 544 terug naar Italië gestuurd met een vloot van 200 schepen waar hij zag dat de situatie grondig was veranderd. Hij wist de val van Rome niet te voorkomen toen het werd belegerd door Totila in 546, maar in 547 wist hij het te heroveren. Zijn tweede Italiaanse campagne werd echter geen succes, voor een belangrijk deel vanwege de slechte bevoorrading en het uitblijven van versterkingen door de jaloerse Justinianus; als we Procopius moeten geloven. Rome werd in 549 voor een derde keer belegerd en ingenomen door Totila, wiens vredesvoorstellen werden geweigerd door Justinianus.

## Narses verovert Italië, 551-554
Een nieuwe campagne werd door Germanus opgezet. Met de dood van Germanus in 551 nam Narses het op tegen Totila en in de slag bij Taginae wist Narses Totila te verslaan, waarbij deze de dood vond. De Goten die Rome bezet hielden capituleerden en in de slag bij Mons Lactarius, oktober 553, versloeg Narses Teia en de laatste overblijfselen van het Gotische leger in Italië.

## Algemene uitkomst
De Gotische oorlog was dan wel gewonnen door de Byzantijnen, maar hun schatkist was uitgeput, waardoor er nog maar weinig overbleef voor in het oosten dreigende gevaren. Italië was door de oorlog verwoest en de stedelijke bevolking die afhankelijk was van, en werd ondersteund door, het achterland verdween. Grote steden als Rome werden grotendeels verlaten en er brak in Italië een lange periode van achteruitgang aan. Vóór de Gotische oorlog was Italië weliswaar bezet door de 'barbaren', en de grote steden gestript van hun kostbaarheden door de diverse plunderingen, maar de bevolking was betrekkelijk ongemoeid gelaten en kon het dagelijkse leven over het algemeen voortzetten. Hoewel de voorheen Romeinse elite de macht kwijt was geraakt aan de barbaren was de Romeinse administratie en de infrastructuur ook nog grotendeels intact en werden de voordelen daarvan gezien door de nieuwe bestuurders en door hen nog onderhouden. Maar na de Gotische oorlog was dit allemaal radicaal veranderd: de steden en de infrastructuur waren door het jarenlange oorlogsgeweld grotendeels verwoest en de bevolking door hongersnoden en epidemieën gedecimeerd. Door de meeste oudheidkundigen wordt deze periode dan ook beschouwd als het effectieve einde van de (late) oudheid in Italië. 
De verarming van Italië en de kosten van de oorlog maakten het voor de Byzantijnen onmogelijk om heel Italië nog lang in handen te houden. Slechts drie jaar na de dood van Justinianus viel het grootste gedeelte van Italië in handen van een primitievere Germaanse stam dan de betrekkelijk beschaafde  Goten, de Longobarden; slechts het exarchaat Ravenna en een strook van Centraal-Italië tot de Tyrreense Zee en Zuid-Italië bleven in Byzantijnse handen. Justinianus wist ook gebieden in het zuiden van Hispania te veroveren op de Visigoten, maar ook die werden een paar decennia later door de Germanen heroverd. Na de Gotische oorlog lieten de Byzantijnen hun ambities in het Westen noodgedwongen varen. Verdere plannen waren o.a. financieel niet meer te verwezenlijken. Rome bleef Byzantijns totdat het exarchaat Ravenna werd afgeschaft door de Longobarden in 751. Zuid-Italië bleef nog tot het einde van de elfde eeuw in handen van de Byzantijnen.